# Покровка (Чебулинский район)
Покровка — деревня в Чебулинском районе Кемеровской области. Входит в состав Верх-Чебулинского сельского поселения.

## География
Центральная часть населённого пункта расположена на высоте 205 метров над уровнем моря.

## Население
По данным Всероссийской переписи населения 2010 года, в деревне Покровка проживает 213 человека (96 мужчин, 117 женщин).